# Bianca Cappello et son amant fuyant vers Florence à travers les Apennins
Bianca Cappello et son amant fuyant vers Florence à travers les Apennins est un tableau peint par Jean-Louis Ducis en 1824.
Il met en scène Bianca Cappello, une jeune Vénitienne fuyant sa ville natale avec son amant pour l'épouser à Florence. Plus tard, elle devint maîtresse du duc de Florence François Ier de Médicis.

## Historique des expositions
Le tableau est présenté par Ducis au Salon de Paris en 1824.
En 2014, le tableau est prêté au musée des beaux-arts de Lyon dans le cadre de l'exposition L'invention du Passé. Histoires de cœur et d'épée 1802-1850.